# Ana López Navajas
Ana López Navajas (Valencia, 1962) es profesora de Lengua y Literatura y asesora de Coeducación e Igualdad en la Formación del Profesorado en la Consejería de Educación, Investigación, Cultura y Deporte de la Generalidad Valenciana. En su investigación ha analizado la ausencia de las mujeres y sus producciones en el ámbito científico, cultural e histórico en los contenidos y manuales de la educación secundaria y las implicaciones de esa ausencia. Sus trabajos van encaminados a la recuperación y difusión del legado cultural, científico e histórico de las mujeres, sobre todo dentro del ámbito de la educación y la cultura.

## Trayectoria profesional
Se doctoró por la Universidad de Valencia con la tesis titulada Las mujeres que nos faltan, donde estudia la ausencia de las mujeres en los libros de texto de la Educación Secundaria Obligatoria (ESO )y sus implicaciones. 
En la misma línea, ha coordinado el proyecto TRACE Análisis de la ausencia de las mujeres en los manuales de la ESO, cofinanciado por el Ministerio de Ciencia e Innovación y el Instituto de la Mujer.
El resultado del proyecto, publicado en 2014 en la Revista de Educación, reveló la exclusión de la mujer en los contenidos de los libros de texto: solo el 7,6% de los referentes culturales y científicos son femeninos. Más del 92% de los personajes mencionados son hombres. Este trabajo desarrolló una base de datos con más de 15.000 entradas con la información del análisis de los libros de texto. En este momento se encuentra trabajando en una nueva base de datos que está convirtiendo en un instrumento donde se podrá consultar la información necesaria para adecuar el discurso e incluir las mujeres necesarias en cada materia, con el objetivo de que los libros de texto de la ESO adapten esta realidad.[cita requerida]
Forma parte, desde su inicio, de la asociación Clásicas y Modernas, que promueve la igualdad de género en la cultura. Coordina el Proyecto El legado de las mujeres y, asimismo, forma parte de la asociación del mismo nombre. 

## Publicaciones
Ana López Navajas ha publicado diversos artículos sobre sus investigaciones en prestigiosas revistas especializadas. Algunos de sus artículos más destacados son los siguientes:
- "Análisis de la ausencia de las mujeres en los manuales de la ESO: una genealogía de conocimiento ocultada", Revista de Educación (363), 2014 (enero-abril), págs. 282-308. http://www.revistaeducacion.mec.es/.[10]
- "Las escritoras ausentes en los manuales: propuestas para su inclusión", Didáctica (Lengua y literatura). ISSN 1130-0531, N.º 26, 2014, págs. 217-240.[11]
- "El desconocimiento de la tradición literaria femenina y su repercusión en la falta de autoridad social de las mujeres", Quaderns de filologia. Estudis literaris.  ISSN 1135-4178, N.º 17, 2012 (Ejemplar dedicado a: Las mujeres, la escritura y el poder), págs. 27-40.[12]

También ha colaborado en obras colectivas, de las que destacamos "El desconocimiento de la tradición literaria femenina y su repercusión en la falta de autoridad social de las mujeres", elaborado junto a Ángel López García, y que forma parte de la obra "Las mujeres, la escritura y el poder", coordinada por Júlia Benavent, Elena Moltó Hernández y Silvia Fabrizio Costa, del 2012, con ISBN 9771134178002 (págs. 27-40).

## Premios y reconocimientos
El trabajo investigador y la lucha por la igualdad y la coeducación realizados por Ana López Navajas han sido valorados públicamente, lo que ha quedado reflejado en diversos premios: 
- Premio «Top 100 Mujeres Líderes de 2018 en España», otorgado por la organización homónima[14] en 2018.[15]
- Premio «Avanzadoras», otorgado por Oxfam Intermón en colaboración con el diario 20minutos en el año 2017.[16]
- Premio «Ascensión Chirivella»,  otorgado por la Associació de Juristes Dones d’Alzira en el año 2016.[17][18]